# تيلسونبيرج (أونتاريو)
تيلسونبيرج، أونتاريو (بالإنجليزية: Tillsonburg)‏ هي مدينة كندية تقع في مقاطعة أونتاريو. تبلغ مساحة هذه المدينة 22.3352 (كم²)، ويبلغ عدد سكانها 14822 نسمة حسب إحصاء سنة 2006 م، بينما كان يسكنها 14052 نسمة في سنة 2001 م. تحتل هذه المدينة المرتبة رقم 257 بين مدن كندا حسب عدد السكان والمرتبة رقم 99 في المقاطعة. نما عدد السكان في هذه المدينة بنسبة (5.5) بين العامين المذكورين.

## أعلام
- فيكتور ألبرت سنكلير
- لويد اندروز
- شون تومبكينز
- ريد أندرسون
- بيل باس
- تيلسون هاريسون
- صموئيل فانس

## وصلات خارجية
- الأطلس الحكومي لكندا
- إحصاءات كندا مع ساعة تعداد السكان